# Peter Wucherer
Peter Wucherer, plným jménem Anton Bernhard Heinrich Peter Wucherer von Huldenfeld, uváděn též jako Peter Wucherer Reichsfreiherr von Huldenfeld nebo Peter Wucherer von Huldenfeld (13. října 1806 Biedermannsdorf – 17. března 1877 Štýrský Hradec), byl rakouský a český státní úředník a politik německé národnosti, v 60. letech 19. století poslanec Českého zemského sněmu.

## Biografie
Pocházel z rodu Wucherer-Huldenfeld. Za manželku si vzal hraběnku Berthu Annu Luisu Josephu von Cerrini de Montevarchi.
Zastával vysoké posty ve státní správě. Působil jako okresní hejtman v Chebu a krajský hejtman tamtéž. Bydlel v Chebu. Na sklonku života byl dvorním radou na penzi. Po obnovení ústavního života v Rakouském císařství počátkem 60. let 19. století se zapojil i do zemské a celostátní politiky. V zemských volbách v Čechách v roce 1861 byl zvolen v kurii venkovských obcí (obvod Planá – Teplá – Bezdružice) do Českého zemského sněmu.Do sněmu byl zvolen jako nezávislý německý kandidát. Rezignoval před zářím 1866.
Za jeho službu mu byl 22. dubna 1868 udělen Císařský rakouský řád Leopoldův (rytířský kříž). Získal také saský Řád Albrechtův. Bylo mu uděleno čestné občanství Chebu (roku 1847) a Františkových Lázní.